# Дом братьев Рыльских
Дом братьев Рыльских — здание, построенное в городе в 1912 году по заказу польских нефтепромышленников братьев Рыльских и проекту Иосифа Плошко по адресу: улица Полицейская, 11 (ныне – улица Юсифа Мамедалиева,11). В настоящее время в здании располагается Центральный союз кооперативов Азербайджана. Постановлением Кабинета министров Азербайджанской Республики № 132 от 2 августа 2001 года здание охраняется государством и внесено в список памятников архитектуры.

## История
Здание было построено в 1912 году по заказу братьев Рыльских и проекту Иосифа Плошко по адресу: улица Полицейская, 11 (ныне – улица Юсифа Мамедалиева,11). Классически симметричная вертикальная композиция фасада с мягкими архитектурными формами, изящными линиями наличников, сталактитового карниза с мерлонами открывает новую страницу использования национального наследия.
Это большое четырёхэтажное здание с высоким цоколем и подвальным этажом. Архитектурную композицию фасада Плошко строит на контрастных приёмах: по центральной симметричной оси на два средних этажа. Намечает масштабный эркер вертикальных пропорций. На втором этаже – эркер закрытого типа с оконными проёмами, на третьем – лёгкая ажурная аркада на колоннах мавританского рисунка лоджии.
Архитектурная композиция эркера принадлежит к очень интересным мотивам, вызвана поэзией восточных форм с тонкими и изящными приёмами, демонстрируя возможности высокой
художественной эстетики. Здесь показателен приём архитектурного решения второго этажа эркера, когда оконные проёмы арок помещаются в вертикальные плоские рамы с орнаментальными мотивами, а под арками – трёхчетвертные колонны с традиционными капителями. Слабовыраженная профилированная полка – переход к лоджии, а последняя
украшена сталактитовым поясом, который удерживает балкон с римскими решётками. По обе стороны от эркера ритм глубоких оконных проёмов, на втором этаже – подковообразная арка, а на третьем – стрельчатые арки. Поверхность стены лишена тектоники и отдана неглубоким нишам, являясь крупными элементами фасада. В целом образовалась элегантная архитектурная композиция, построенная на восточно-мусульманских мотивах, сохранивших свои положительные ценности как национально-романтическое направление.
Жилой дом братьев Рыльских отличается высоким художественным качеством архитектурной композиции отдельных элементов фасада, а также мягкими архитектурными формами эркеров,
ритмичными расположениями и формами окон. Почти полукруглая арка, обрамлённая прямоугольным профилирующим порталом, оформлена декоративными узорами геометрических форм. На поверхностях сохранившихся до сих пор деревянных створок изображены узоры, близкие к рисункам декора портала. Двери, являясь основным элементом входных частей общественных зданий, вписывались в общую композицию фасада. Отличаясь декоративным оформлением и пластикой с использованием богатого арсенала художественной резьбы по дереву, они придавали дополнительную выразительность экстерьеру здания. В основном двери устанавливались глухими и были расчленены на отдельные составляющие элементы, которые
гармонично связаны мотивами декора входного каменного портала здания. Иногда применяемая металлическая ажурная решетка давала дополнительную выразительность, доведенную до
совершенства.
В 1919 году  во времена Азербайджанской Демократической Республики, в этом здании помещалось первое польское дипломатическое представительство во главе со Стефаном Рыльским.

## Внешние ссылки
- Дом Рыльских на фильме с дрона.